# 晉嶺

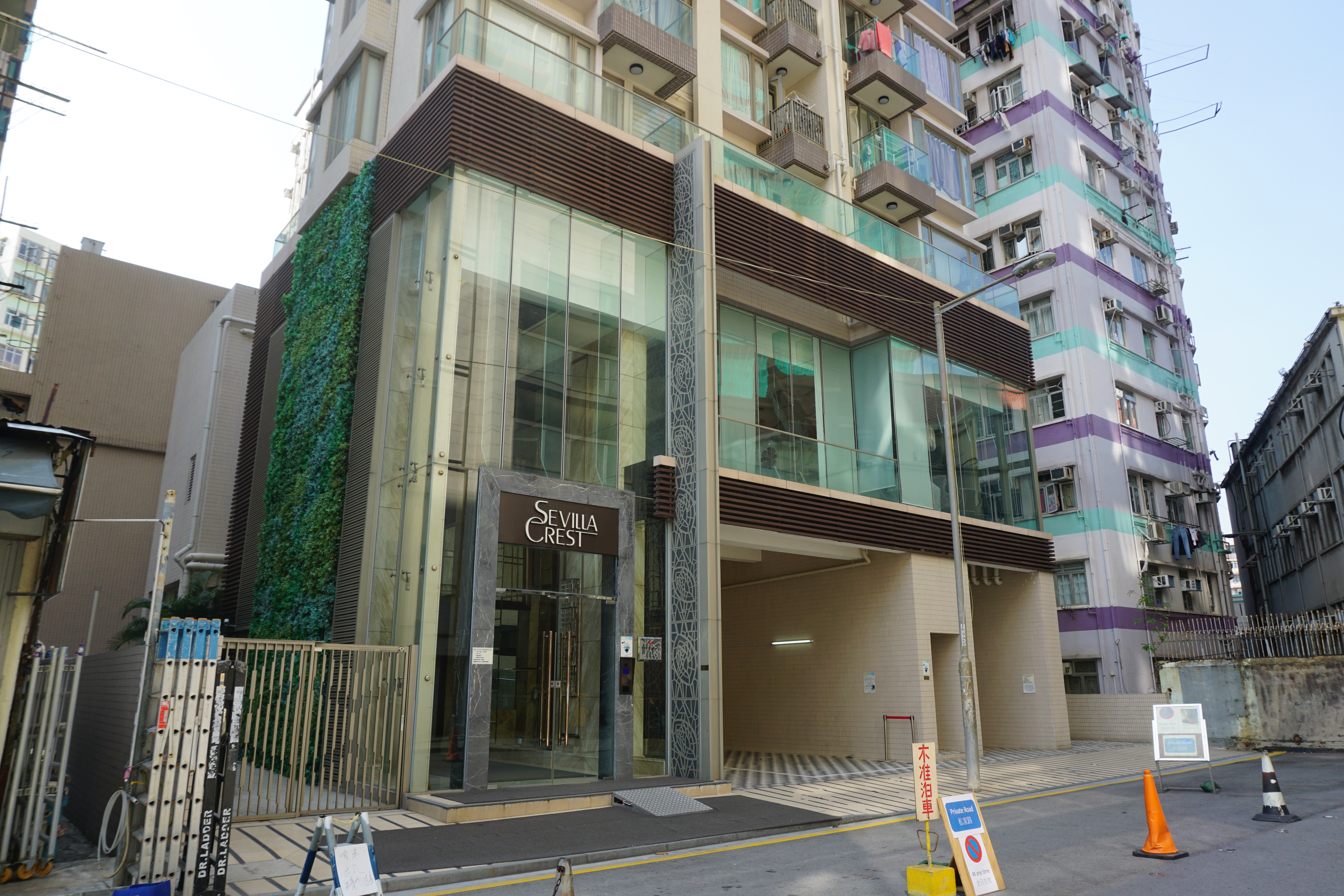
基座及入口

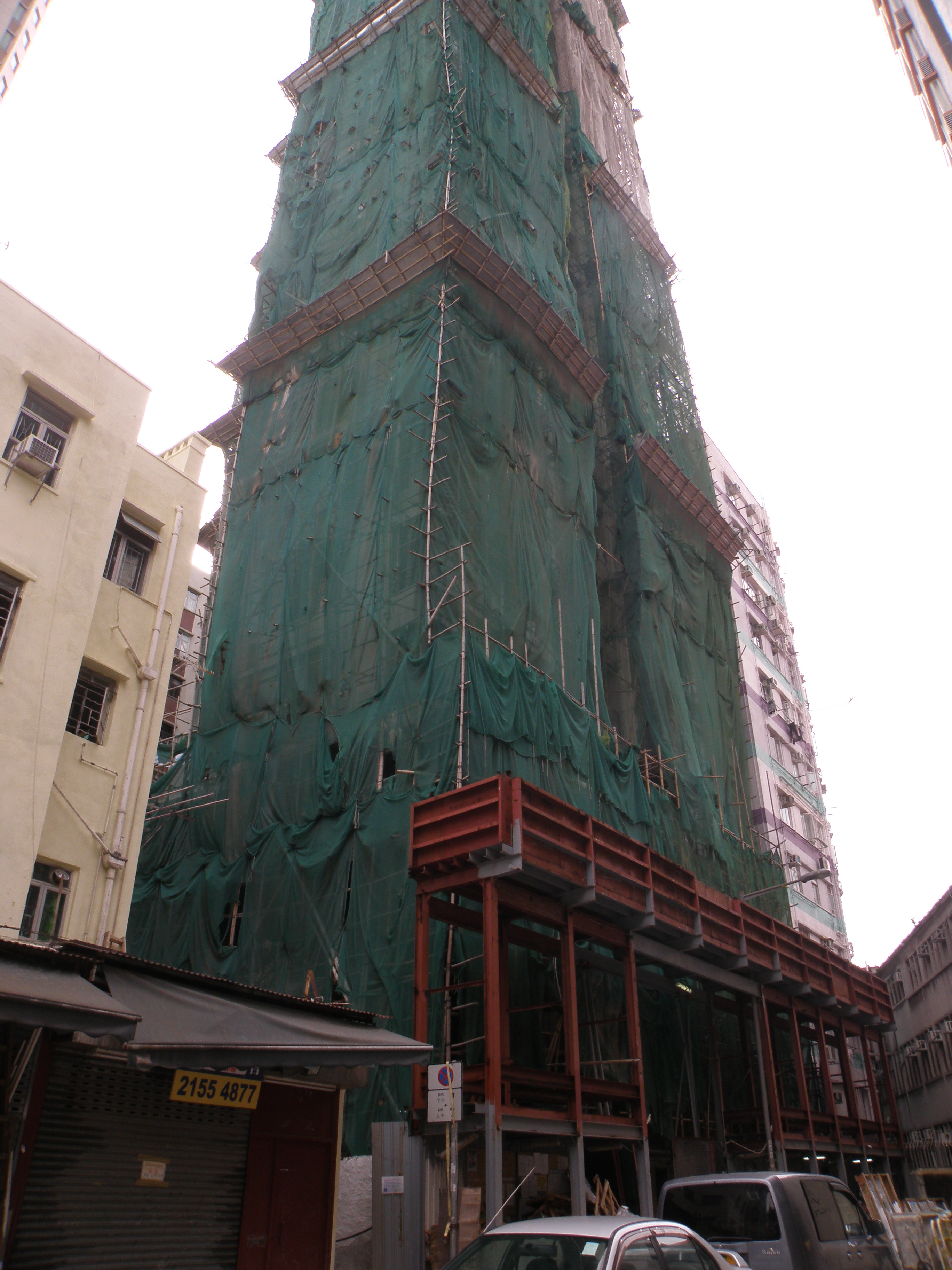
建築中的晉嶺（2014年8月）

晉嶺（英語：Sevilla Crest），位處於香港九龍深水埗西洋菜北街286至294號，是遠東發展旗下的單幢式精品住宅項目。物業樓高28層，共提供83個建築面積界乎於294至783平方尺的單位，採2梯3伙設計，整體實用率約72%。物業地理上處於港鐵太子站、石硤尾站和深水埗站之間。
項目已經於2015年1月開始入伙。

## 歷史
地段上原為合共4幢連一層地庫的舊樓，住宅連舖位共24伙，佔地合共約6,816方呎，規劃為「住宅（甲類）」。遠東發展根據《土地(為重新發展而強制售賣)條例》（簡稱強拍），於2010年以8,500萬元投得九龍西洋菜北街287及289號，連同較早前毗鄰同由遠東發展持有大部分業權的西洋菜北街291至293號，成功統一業權，重建後樓面料約6.13萬方呎。

## 物業詳情
晉嶺為遠展首個精品豪宅項目，以開闊之空間為設計中軸，配合特高樓底，令全屋布局拉闊。
示範單位參照項目標準兩房C單位建成，建築面積632呎，單位有蓋面積456呎，分別提供清水房及連裝修示範單位。單位客廳間隔四正，樓層之間高達3.15米。
單位配備包括日本大金分體式冷氣、歐洲Gorenje各式廚房電器、Yale電子門鎖﹑德國Grohe及美國Kohler浴具、Corian無縫石面等。
示範單位位於銅鑼灣告士打道241至55號伊利莎伯大廈。

## 會所設施
Club Sevilla 
– 健身室 
– 咖啡吧 
– 童真樂園 
– 圖書閱覽室 
– 多用途功能房 
– 燒烤樂園 
– 戶外綠化花園 
– 戶內籃球 / 羽毛球 / 乒乓球場

## 校網
小學屬40校網，為人熟悉的小學包括聖方濟愛德小學﹑聖公會聖安德烈小學及著名私校聖方濟各英文小學等。中學則包括英華書院﹑聖母玫瑰書院﹑中華基督教會銘賢書院﹑長沙灣天主教英文中學﹑德貞女子中學及基督教崇真中學等。

## 毗鄰
- 聖方濟各英文小學
- 景怡峯
- 警察體育遊樂會
- 大坑東遊樂場
- 旺角大球場

## 外部連結
官方網站